# Клермон (Оаза)
Клермон (фр. Clermont) насеље је и општина у североисточној Француској у региону Пикардија, у департману Оаза која припада префектури Клермон.
По подацима из 2011. године у општини је живело 10.758 становника, а густина насељености је износила 1851,64 становника/km². Општина се простире на површини од 5,81 km². Налази се на средњој надморској висини од 54 метара (максималној 162 m, а минималној 48 m).

## Демографија
| 1962. | 1968. | 1975. | 1982. | 1990. | 1999. | 2011.  |
| ----- | ----- | ----- | ----- | ----- | ----- | ------ |
| 7.509 | 8.437 | 8.576 | 8.628 | 8.934 | 9.699 | 10.758 |

График промене броја становника у току последњих година